# Jairo Patiño
Jairo Leonard Patiño Rosero (Cali, 5 aprile 1978) è un allenatore di calcio ed ex calciatore colombiano, di ruolo centrocampista.

## Carriera

### Club
Nel 1998 debutta in Copa Mustang con il Deportivo Cali; nel 1999 passa all'Atlético Huila, dove segna 8 reti nelle 31 partite che disputa. Nel 2000 si trasferisce al Deportivo Pasto, dove segna ben 10 reti in 34 partite; la stagione successiva il Deportivo Cali lo reintegra nei ranghi. Nel 2003 si trasferisce in Argentina, al Newell's Old Boys, dove grazie alle sue prestazioni si guadagna la chiamata del River Plate. Dopo due stagioni giocate con il club Millonario, torna in Colombia, all'Atlético Nacional. Nel 2007 torna in Argentina, stavolta al Banfield. Nel 2008 viene chiamato in Primera División messicana dal San Luis Fútbol Club.

### Nazionale
Con la Nazionale colombiana ha giocato 12 volte, segnando quattro reti.